# 大津留晶
大津留 晶（おおつる あきら、1957年- ）は、日本の医学者。長崎大学医学部准教授で、2011年9月まで長崎大病院永井隆記念国際ヒバクシャ医療センター副所長 を務めた。2011年3月11日の東日本大震災に続いて発生した福島第一原子力発電所事故後には被曝医療支援で福島県に派遣され、同年10月より福島県立医科大学の教授に就任した。

## 経歴
- 1957年、長崎市生まれ、被爆二世[5]
- 1982年、長崎大学医学部卒業、同第1内科（消化器内科）
- 1988年、長崎大学大学院（医学研究科 内科系）
- 1991-2003年、長崎大学医学部助教
- 2005年6月26日-7月2日、韓国ソウル市で在韓被爆者の健康相談にあたる長崎県の医師団の副団長を務める[6]
- 2011年
  - 3月14日、長崎大学から福島県に放射線医療チームの団長として派遣
  - 10月1日、福島県立医科大学医学部教授に就任。放射線健康管理学講座が新設され、初代主任教授に就任。[7]福島医科大学病院放射線災害医療センター長。高度被ばく医療支援センター長。[8]
- 2012年3月　県民健康調査基本調査部門長に就任[7]
- 2020年3月　福島県立医大を退職[7]その後、長崎大学客員教授 [9]

## 論文・寄稿文
- 古河隆二, 佐藤彬, 川原健次郎, 楠本征夫, 棟久龍夫, 長瀧重信, 石井伸子, 小路敏彦, 土屋凉一, 大津留晶, 松尾彰, 後藤誠, 原田良策, 田島平一郎, 中田恵輔, 河野健次, 室豊吉「3回の摘出術と肝動脈そくせん療法により10年8か月生存している肝細胞がんの1例」『肝臓』第26巻第6号、日本肝臓学会、1985年、753-758頁、doi:10.2957/kanzo.26.753、ISSN 0451-4203、NAID 130000880646。
- 大津留晶「腫瘍化とPTHrP」『内分泌 糖尿病科』第1巻、1995年、132-138頁、NAID 50005329443。
- 川下雄丈, 藤岡ひかる, 川添康, 杉山望, 江口晋, 古井純一郎, 大津留晶, 山下俊一, 金田安史, 兼松隆之「P-954 HVJ-Liposome法によるブタ生体肝への遺伝子導入 : その効率と安全性」『日本外科学会雑誌』第100巻、日本外科学会、1999年2月、550頁、ISSN 03014894、NAID 110003939087。
- 大津留晶, 山下俊一「トピックス 1.カルシウム代謝調節因子:最近の進歩 2)副甲状腺ホルモン関連蛋白とその作用」『日本内科学会雑誌』第88巻第7号、日本内科学会、1999年7月、1271-1276頁、doi:10.2169/naika.88.1271、ISSN 00215384、NAID 10005009142。
- 中村俊介, 大津留晶, 伊東正博, 徳永能治, 安永暁生, 柴田尚武, 山下俊一「下垂体腫瘍関連チロシンキナーゼ遺伝子のクローニングおよび発現」『ホルモンと臨牀』第47巻、1999年12月、69-73頁、ISSN 00457167、NAID 10008386844。
- 大津留晶, ブライデンベラ, 三木文夫, 磯本一, 赤司有史, 小坂光男, 山下俊一「がん温熱遺伝子治療の開発にむけて」『日本ハイパーサーミア学会誌』第16巻第3号、日本ハイパーサーミア学会、2000年、131-141頁、doi:10.3191/thermalmedicine.16.131、ISSN 0911-2529、NAID 130003646593。
- 三木文夫, 大津留晶, 出雲剛 ［他］「一般演題 41 「放射線増感効果を応用した新たな肝癌遺伝子治療の開発」」『長崎醫學會雜誌 : Nagasaki Igakkai zasshi』第75巻、長崎大学、2000年9月、276-280頁、ISSN 03693228、NAID 110000374148。
- 大津留晶, ブライデンベラ, 三木文夫, 磯本一, 赤司有史, 小坂光男, 山下俊一「がん温熱遺伝子治療の開発にむけて」『日本ハイパーサーミア学会誌』第16巻第3号、2000年9月、131-141頁、ISSN 18822576、NAID 10029674718。
- 温春陽, 伊東正博, 松鵜睦美, 七條和子, 中山敏幸, 中島正洋, 大津留晶, 関根一郎「潰瘍治癒過程における血管新生因子Ang-1Ang-2の発現」『実験潰瘍』第28巻第1号、2001年5月、93-95頁、ISSN 09163301、NAID 10012761379。
- 磯本一, 大津留晶, 柳原克紀, 山下俊一, 河野茂「胃癌腹膜播種に対する温熱併用遺伝子治療」『Drug delivery system』第17巻第3号、2002年5月、233頁、ISSN 09135006、NAID 10012355148。
- 岩田賢治, 高村昇, GabitAlipov, 中島正洋, 関根一郎, YuriyProuglo, 大津留晶, 難波裕幸, 山下俊一, 片山一郎「一般演題 30 カザフスタン共和国東カザフスタン州において多発している基庭細胞癌患者におけるPTCH遺伝子異常の検索」『長崎醫學會雜誌 : Nagasaki Igakkai zasshi』第77巻、長崎大学、2002年9月、311-312頁、ISSN 03693228、NAID 110000374208。
- 川下雄丈, 蒲原行雄, 岸川博紀, 奥平定之, 矢永勝彦, 古井純一郎, 大津留晶, 山下俊一, 金田安史, 兼松隆之「内照射による肝癌特異的な自殺遺伝子治療のストラテジー」『日本外科学会雑誌』第104巻、日本外科学会、2003年4月、190頁、ISSN 03014894、NAID 110003985710。
- 大津留晶, 森下真理子, 熊谷敦史, 井手昇太郎, 前田茂人, 高村昇, 兼松隆之, 山下俊一「ヨードの甲状腺局所循環動態に及ぼす影響」『Journal of medical ultrasonics= 超音波医学』第31巻、2004年4月、S66、ISSN 13461176、NAID 10014283963。
- 大津留晶「緊急被ばく医療」『日本病院会雑誌』第53巻第8号、日本病院会、2006年8月、1110-1133頁、ISSN 03859363、NAID 10018784635。
- 熊谷敦史, 難波裕幸, 大津留晶, 伊東正博, SAGADATSAGANDIKOVA, DANIYALMUSSINOV, MAIRAESPENBETOVA ［他］「セミパラチンスクの甲状腺腫瘍に対して実施したBRAF遺伝子変異検索 (特集 第47回原子爆弾後障害研究会講演集)」『長崎医学会雑誌』第81巻、長崎大学、2006年9月、363-366頁、ISSN 03693228、NAID 110006226868。
- 大津留晶「原爆・チェルノブイリの健康影響研究から福島第 1 原発原子力災害を考える」『蘇生： 日本蘇生学会雑誌』第30巻第3号、日本蘇生学会、2011年、145a-145a、doi:10.11414/jjreanimatology.30.145a、ISSN 0288-4348、NAID 130004561732。
- 大津留晶「緊急被ばく医療ネットワークと長崎大学病院の取り組み」『Isotope news』第685号、2011年5月、58-62頁、ISSN 02855518、NAID 10027990952。
- 大津留晶「長崎よりの福島第一原発原子力災害医療支援活動」『日本病院会雑誌』第58巻第10号、日本病院会、2011年11月、1112-1116頁、ISSN 03859363、NAID 10030443642。
- 宮崎真, 大津留晶「第1回ホールボディカウンター学術会議は何を明らかにしたのか？:―福島県内に配備の進むホールボディカウンターの運用について考える―」『保健物理』第47巻第2号、日本保健物理学会、2012年、108-112頁、doi:10.5453/jhps.47.108、ISSN 0367-6110、NAID 130003304285。
- 大津留晶, 宮崎真「東京電力福島第一原子力発電所事故後の福島県内の状況と現在の取り組み (特集 現存被ばく状況下における放射線リスクコミュニケーション)」『保健医療科学』第62巻第2号、国立保健医療科学院、2013年4月、132-137頁、ISSN 1347-6459、NAID 110009614517。
- 大津留晶, 緑川早苗, 坂井晃, 志村浩己, 鈴木悟「甲状腺がんと放射線障害」『日本内科学会雑誌』第104巻第3号、日本内科学会、2015年、593-599頁、doi:10.2169/naika.104.593、ISSN 0021-5384、NAID 130005131396。

## 受賞歴
- 2009年10月27日、在韓被爆者への支援事業で大韓赤十字社より感謝盾を授与される[10]

## 福島第一原子力発電所事故後の活動
福島第一原子力発電所事故直後の2011年3月13日に文部科学省からの要請を受けて、長崎大学から放射線医療チームの団長として福島県に派遣された。大津留は、状況について「医師たちは何をしていいか分からず、放射線への不安で緊張の糸が切れかかっていた」、「幸いだったのは福島医大が原発から56キロ離れていた点。もし、ここが避難区域内だったら、福島の医療は崩壊していただろう」と語っている。当時、福島県では彼らに対して、「ヨウ素剤をみんなにすぐに飲ませること」や「すぐの避難」という意見が相次いでいた。
このため、派遣されたメンバーの一人である熊谷敦史は「きちんとコントロールできる人が必要」だと考え、大津留は後に福島県放射線健康リスク管理アドバイザーに任命される山下俊一長崎大学教授に電話で「福島県立医大が浮き足立っている、先生方がパニックになっている」と報告し、3月18日に山下は福島県からの要請で福島県に行くこととなった。
9月28日には、福島県立医科大学での放射線生命科学講座と放射線健康管理学講座の新設とともに放射線健康管理学講座教授に就任すると報道され、10月には福島県立医科大学医学部の教授に就任した。10月3日には福島民友新聞社を訪問し、「被ばく研究に関する拠点整備が非常に重要だ。内部被ばくをしっかりと検査できる環境づくりも進めていきたい」と語った。
2012年3月には福島民報のインタビューに応じ、「チェルノブイリ原子力発電所事故と比べれば、環境中に漏れた放射性物質の線量は十分の一と推測されている。避難や、飲食物の摂取制限が迅速に行われるなど、想定外の事態にもかかわらず、最大限の努力で住民の被ばくは抑えられているとみている」と発言した。自身の関わる県民健康管理調査については、国の支援を求めるとともに、「10年、20年後に、福島県民が現在よりも健康に暮らせて良かったと言われるようにしたい。そのために県民の方々と一緒に頑張っていきたい」と抱負を述べた。
同年9月6日に開催された日本放射線影響学会の大会で、大津留は「原発事故に関連した疾患が発症するまでには4、5年はかかるとみられる。その前に健康に関するデータを集めることが重要だ」、「低線量被ばくは安全だとの考えを押し付けてはいけないし、いたずらに危険をあおってもいけない。心身両面で県民への多角的な支援が求められている」と発言した。
2020年1月、緑川早苗とPOFFを設立。
2020年4月に植野映、大津留晶、覚道健一、祖父江友孝、高野徹、津金昌一郎、日高洋、緑川早苗、Deborah H Oughton、Wendy Rogers、Hanneke M van Santen、Vicki J Schnadigらで、若年型甲状腺癌研究会Japan Consortium for Juvenile Thyroid Cancer（JCJTC）を設立。
2020年8月『みちしるべー甲状腺検査の疑問と不安に応えるために』を緑川早苗と執筆。
2021年8月『福島の甲状腺検査と過剰診断 子どもたちのために何ができるか』を 髙野徹
, 緑川早苗, 菊池誠, 児玉一八らと執筆。